# Kadriorgi hivatali épület
A Kadriorgi hivatali épület (észtül: Kadrioru administratiivhoone) Tallinn Kadriorg városrészében, a Kadriorgi palota szomszédságában található épület, amely napjainkban Észtország elnökének rezidenciája és hivatala. 1938-ban építették Alar Kotli észt építész tervei alapján. Az 1930-as évek észtországi építészetének egyik jelentős alkotása.

## Története
Építését 1937-ben kezdték el. Az alapkövét Konstantin Päts észt elnök rakta le 1937. augusztus 12-én. Eredetileg hivatali épületnek készült az elnöki kancellária számára. Az elnöki rezidencia akkor a szomszédos Kadriorgi palotában volt. Az épület 1938-ra készült el és az elnök szeptember 19-én vette használatba.
A szovjet időszakban az Észt SZSZK Legfelsőbb Tanácsa elnökségének székhelye volt.  Észtország függetlenségének 1991-es visszaállítása óta az elnök rezidenciája.
Az épület előtt Johannes Vares Barbarus észt költő és író szobra áll, mely August Vomm szobrász alkotása.
Az épület napjainkra már szűkösnek bizonyult, az elnöki lakosztály mellett nincs elég hely reprezentációs célokra. Ezért 2014-ben olyan terv született, hogy az elnöki lakhelyet Tallinn nyugati részén, Haaberstiben, a Rocca al Mare városrészben található Lyberty villában alakítják ki. A tervnek sok ellenzője akadt. Végül 2017 februárjában az elnöki hivatal bejelentette, hogy elállt a Lyberty villába költözéstől.